# イヤー・オブ・ザ・ラビット
イヤー・オブ・ザ・ラビット(Year of the Rabbit)は、アメリカのロックバンド。2002年、オンでの商業的不振からケン・アンドリュースとサポートドラマーのティム・ドウ（ex-シャイナー、シーズン・トゥ・リスク）が、ドウの友人であるジェフ・ガーバー（ex-ナショナル・スカイライン、キャスター）と、ソロモン・スナイダー（ex-カップケイクス、Dovetail Joint）の2人を募り結成された。2003年にCD BabyよりEP『Hunted』、唯一のフルアルバム『Year of the Rabbit』をエレクトラ・レコードよりリリースしたが、2004年2月にエレクトラ・レコードの親会社であるワーナー・ブラザース・レコードが売却され、エレクトラはアトランティック・レコードに吸収合併。イヤー・オブ・ザ・ラビットを含めた売り上げの思わしくないアーティストの大半がレーベルを解雇され、その2ヵ月後にアンドリュースは公式サイトにて無期限の活動休止を宣言した。

## 作品
- Huntwed EP （2003年）
- Year of the Rabbit （2003年）